# نوکیا ۹۰۰۰
نوکیا ۹۰۰۰ یک‌نمونه از گوشی‌های تلفن همراه سری ارتباط شرکت نوکیا می‌باشد که توسط همین شرکت به بازار عرضه شده‌است.این موبایل دارای رزلوشن 200 در 640 است.این موبایل یکی دیگر از موبایل های دو صفحه نوکیا است.این موبایل نمایشگر رنگی ندارد.